# Нільсія
Ні́льсія (фін. Nilsia) — місто в провінції Північна Савонія в Фінляндії.
Чисельність населення становить 6 523 особи (2010). Місто займає площу 847,77 км² з яких водна поверхня становить 136,08 км². Щільність населення — 9,17 осіб/км².